# Зайдельман, Яков Наумович
Яков Наумович Зайдельман (родился 16 декабря 1961 года в Уфе) — российский программист, автор учебников по информатике. Известен как организатор соревнований по спортивному «Что? Где? Когда?» в Ярославской области среди школьников, а также как участник телепередачи «Своя игра».

## Биография

### Профессиональная деятельность
Уроженец Уфы. Окончил гимназию № 91 г. Уфа и школу № 114 г. Уфа с золотой медалью, а также Уфимский авиационный институт в 1984 году (факультет «Системы управления»). Работал научным сотрудником в институте программных систем РАН с сентября 1987 по май 2005 годов, с сентября 1997 года — доцент университета г. Переславль-Залесский, преподаватель программирования.
Является вместе с Михаилом Абрамовичем Ройтбергом соавтором серии книг «Информатика. Подготовка к ЕГЭ. Диагностические работы» по подготовке школьников к сдаче ЕГЭ по информатике и инфокоммуникационным технологиям, редактором учебно-методического комплекта для 5 класса «Азы информатики. Работаем с информацией» и соавтором учебника по информатике для 7—9 классов.

### Личная жизнь
Яков Наумович — отец троих детей, увлекается чтением.

### На телевидении
В середине 1990-х Яков Зайдельман стал играть в спортивный вариант игры «Что? Где? Когда?», став капитаном команды «Пузляры», а в 1998 году дебютировал в телеигре «Своя игра», выиграв в первом же поединке у Аркадия Жучкова. Он дошёл до финала 7-го цикла «Золотая дюжина», уступив в финале Якову Подольному и Андрею Абрамову, а в том же году в финале 8-го цикла немного уступил Михаилу Сахарову. В 1999 году он также победил на чемпионате России по решению головоломок, а в 2001 году уже выступал в сборной России на чемпионате мира в Чехии. Продолжил выступать с 2001 года в «Своей игре» на разных турнирах. Как отец троих детей, Яков Наумович участвовал в программе «Самый умный» в выпуске «Самый умный родитель», однако не вышел в финал.
Тем не менее, благодаря телевизионной известности он стал одной из наиболее известных личностей в Переславле-Залесском — его стараниями в гуманитарном лицее появился детский клуб по игре «Что? Где? Когда?», который стал одним из самых популярных в Ярославской области. Яков Зайдельман создал собственную команду, с которой вышел в 2005 году в финал взрослого чемпионата России. Также является сертифицированным арбитром Международной ассоциации клубов по игре «Что? Где? Когда?».

### ЕГЭ
- М.А.Ройтберг, Я.Н.Зайдельман. Информатика. Подготовка к ЕГЭ в 2013 году. Диагностические работы. — М.: МЦМНО, 2012.
- М.А.Ройтберг, Я.Н.Зайдельман. Информатика. Подготовка к ЕГЭ в 2014 году. Диагностические работы. — М.: МЦМНО, 2013.
- М.А.Ройтберг, Я.Н.Зайдельман. Информатика и ИКТ. Подготовка к ЕГЭ в 2016 году. Диагностические работы. — М.: МЦМНО, 2015.
- М.А.Ройтберг, Я.Н.Зайдельман. Информатика и ИКТ. Подготовка к ЕГЭ в 2017 году. Диагностические работы. — М.: МЦМНО, 2016.

### Учебники
- А.А.Дуванов. Азы информатики. Работаем с информацией. Книга для учителя / ред. Я.Н.Зайдельман. — СПб.: БХВ-Петербург, 2004.
- А.А.Дуванов. Азы информатики. Рисуем на компьютере. Книга для учителя / с примечаниями Я.Н.Зайдельмана. — СПб.: БХВ-Петербург, 2005.
- А.Г.Кушниренко, Г.В.Лебедев, Я.Н.Зайдельман. Информатика. 7—9 классы. — Дрофа, 2002. — ISBN 5-7107-5283-5.